# Kantabria
Kantabria (hiszp. Cantabria) – wspólnota autonomiczna w Hiszpanii zawierająca jedną prowincję o tej samej nazwie. Kantabria położona jest w północnej Hiszpanii nad Zatoką Biskajską. Od zachodu graniczy z Asturią, od południa z Kastylią i Leonem, a od wschodu z Krajem Basków.

## Geografia

### Największe miasta
- Santander
- Torrelavega
- Reinosa
- Laredo
- Santoña

### Najwyższy punkt
- Torre de Cerredo (2648 m) w masywie Picos de Europa (Góry Kantabryjskie).

### Klimat
Umiarkowany wilgotny.

### Eksklawa
W skład Kantabrii wchodzi Valle de Villaverde - eksklawa otoczona terytoriami Kraju Basków. 

## Gospodarka

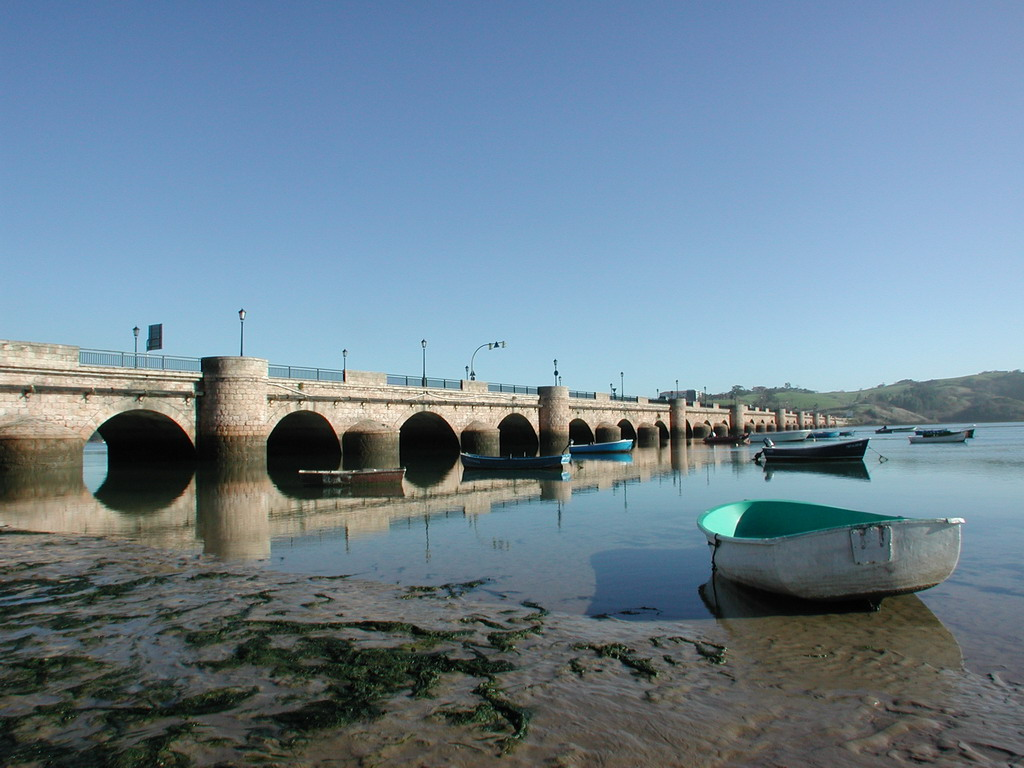
Most Maza w San Vicente de la Barquera

- Bogactwa naturalne: cynk, żelazo, sól
- Rolnictwo: hodowla owiec i bydła; rybołówstwo
- Przemysł: chemiczny, elektromaszynowy, spożywczy
- Port morski
- Turystyka

## Zabytki oraz interesujące miejsca
- Jaskinie Altamira
- Pałac markiza de Santillany
- Klasztory